# Università Howard
L'Università Howard (in inglese: Howard University) è un'università privata situata a Washington, capitale degli Stati Uniti d'America. È storicamente frequentata da studenti non bianchi, ma fin dalla sua fondazione aperta a tutti senza distinzione di sesso, religione e razza.

Il nome dell'università è stato dato in onore del Major General Oliver Otis Howard, eroe e filantropo.

## Storia
L'Università Howard è nata con atto istitutivo nel 1867 e gran parte del suo finanziamento è anticipato da dotazione, donazioni private, e tasse universitarie. 
Uno stanziamento annuale del Congresso amministrato dal Segretario degli Interni, ha finanziato la scuola.
Oggi è membro del "Thurgood Marshall College Fund" ed è parzialmente finanziata dal Governo federale degli Stati Uniti che concede circa 235 milioni di dollari ogni anno
.
La Howard ha graduate schools in:
- Farmacia
- Giurisprudenza
- Odontoiatria
- Teologia

oltre ai programmi per undergraduates.
Il corrente numero degli iscritti (anno 2003) è di circa 11 000, di cui 7 000 undergraduates.
La partita di football di studenti ed ex studenti dell'università è uno degli eventi annuali più importanti di Washington.
Per la sua apertura verso l'iscrizione e la preparazione della comunità di colore, la Howard ha il soprannome di "Harvard nera" (il soprannome è usato anche da altre università).
L'università ha avuto un ruolo importante nella storia degli Stati Uniti e nel movimento per i diritti civili negli Stati Uniti in numerose occasioni.
Il giovane Thurgood Marshall, laureato alla Lincoln University, volle iscriversi alla University of Maryland School of Law, ma gli fu detto che non sarebbe stato accettato a causa della politica di segregazione razziale della scuola. Marshall si iscrisse allora alla scuola di legge della Howard University. Lì studiò sotto la guida di Charles Hamilton Houston, laureato alla Harvard Law School (facoltà dell'Università Harvard) e avvocato leader nei diritti civili che allora era preside della scuola di Giurisprudenza della Howard. Houston prese Marshall sotto la sua protezione e tra i due nacque un'amicizia che durò per il resto della vita di Houston.
La Howard University fu il luogo dove Marshall e il suo team di collaboratori provenienti da tutta la nazione prepararono le argomentazioni per il processo che rappresenta una pietra miliare per la nazione: Brown c/ Board of Education (lett.: Brown contro l'ufficio scolastico)
.

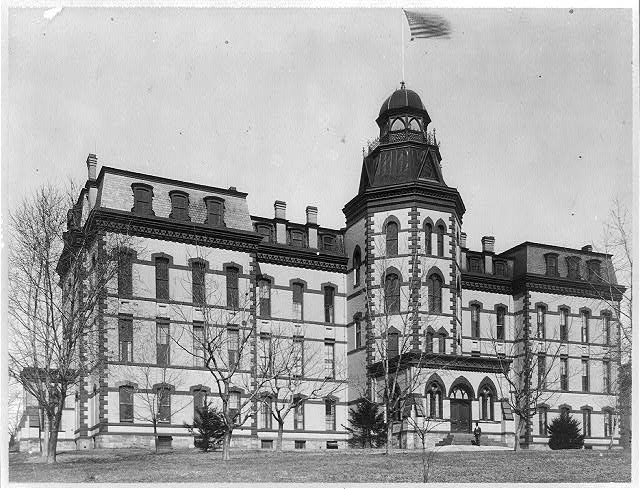
L'edificio principale dell'università nel 1900.

Nel 1918 tutte le scuole secondarie dell'università sono state abolite e l'intero piano di studi è stato cambiato.
Il Four-year college venne diviso in due periodi di due anni: Junior College e Senior Schools.
Ventitré nuovi insegnanti furono aggiunti alla facoltà durante la riorganizzazione tra il 1918 e il 1923.
Un edificio con refettorio e aule per il dipartimento di Economia domestica venne costruito nel 1921 per un costo di 301000 $.
Una serra è stata costruita nel 1919.
La Howard Hall venne rinnovata e fu realizzato un dormitorio femminile: molti miglioramenti furono realizzati nel campus.
J. Stanley Durkee, l'ultimo preside bianco, fu nominato nel 1918.
Nel 1965 il presidente degli Stati Uniti Johnson parlando ai laureandi della Howard, espose i suoi progetti per una legislazione sui diritti civili e avallò una forte affirmative action per combattere gli effetti di anni di segregazione delle persone di colore della nazione dalle opportunità di affermazioni economiche.
Nel 1989 la Howard attirò l'attenzione nazionale quando gli studenti protestarono per la nomina di Lee Atwater, presidente del Comitato nazionale del partito repubblicano statunitense, a nuovo membro del Consiglio universitario.
Studenti attivisti disturbarono la celebrazione del 122º anniversario dell'università e infine occuparono l'edificio dell'amministrazione.
Entro pochi giorni Atwater e il preside della Howard, Dr. James Edward Cheek, rassegnarono le dimissioni.

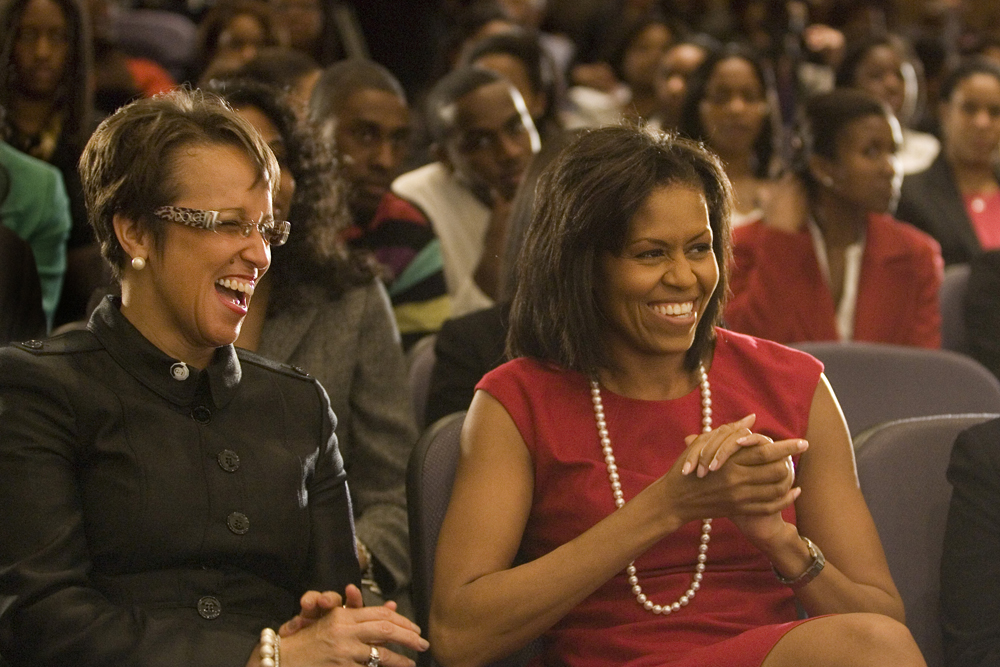
Michelle Obama (dx) alla Howard University (11 febbraio 2009)

Nell'aprile 2007 il presidente del consiglio di facoltà richiese l'estromissione del Preside della Howard, H. Patrick Swygert, dicendo che la scuola era in una situazione di crisi ed era tempo di porre fine a "un'intollerabile situazione di incompetenza e disfunzione ai più alti livelli". Questo è accaduto sulla scia di numerose critiche all'università e alla sua direzione.
Una verifica della National Science Foundation condannò la direzione della Howard per la gestione di varie sovvenzioni federali per la ricerca.
L'Istituto di infermieristica si trovò di fronte al rischio di perdere l'abilitazione all'attività professionale e di essere posto in prova per la seconda volta a causa di carenze del programma di addestramento.
In analoghe difficoltà si trovarono gli istituti di Scienze collegate alla salute (Allied Health Science), Terapia fisica, Assistenza medica.
Inoltre i programmi di pratica medica post laurea (residency programs) ricevettero una valutazione molto sfavorevole da parte dell'Accreditation Council for Graduate Medical Education (ACGME).
Swygert annunciò nel maggio del 2007 che si sarebbe dimesso dalla direzione della Howard nel giugno 2008.
Il 7 maggio 2008 la Howard annunciò la nomina di Sidney Ribeau dell'Università di Stato di Bowling Green (Bowling Green è una città dell'Ohio) alla direzione della Howard.

## Rettori

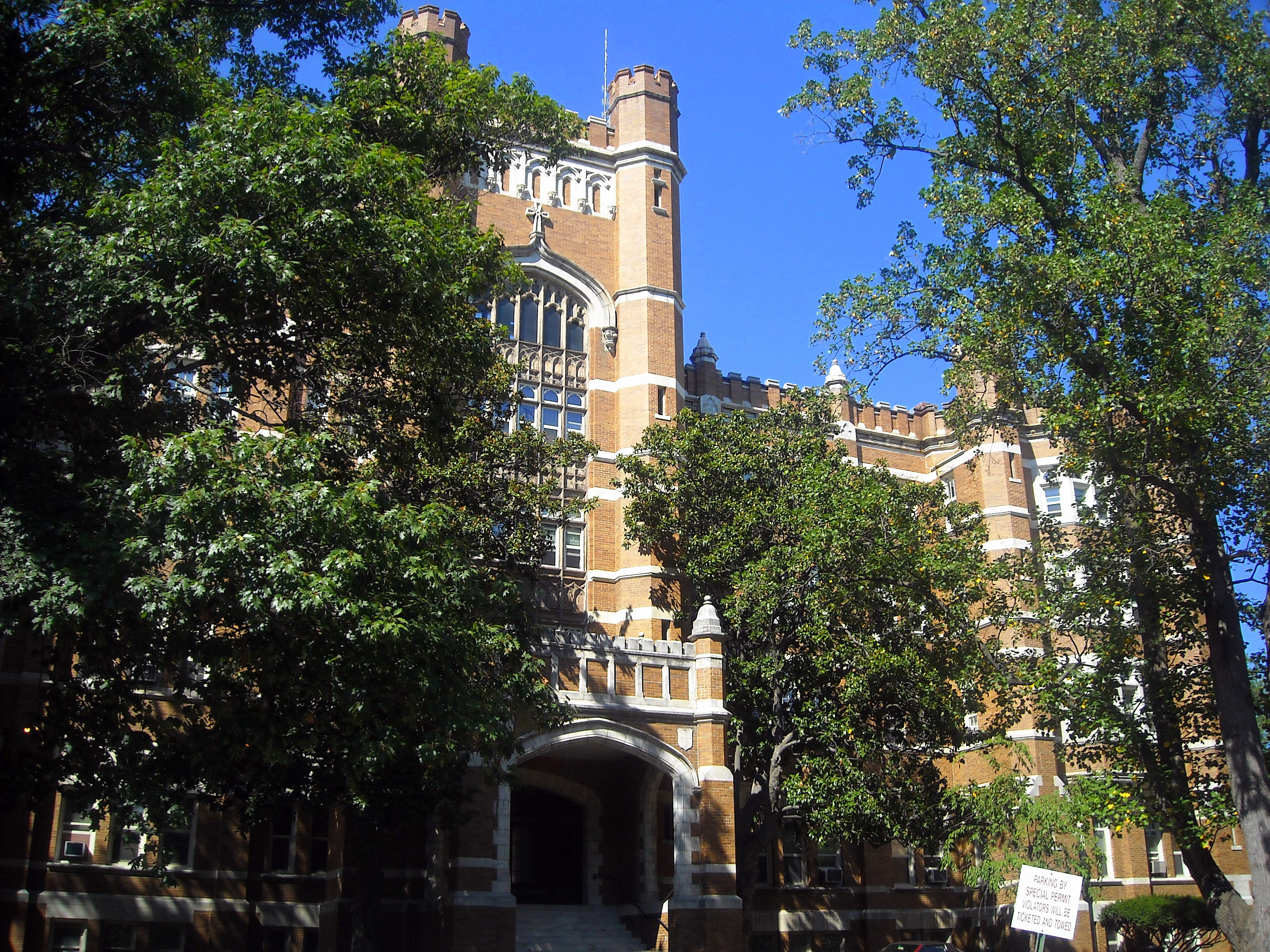
La facoltà di Giurisprudenza
(foto: 31 agosto 2008).

| 1867         | Charles B. Boynton                                 |
| 1867-1869    | Byron Sunderland (1819 – 1901)                     |
| 1869-1874    | Oliver Otis Howard                                 |
| 1875-1876    | Edward P. Smith                                    |
| 1877-1889    | Rev. William Weston Patton (1821 - 1889)           |
| 1890-1903    | Jeremiah Eames Rankin                              |
| 1903-1906    | John Gordon, ministro presbiteriano bianco         |
| 1906-1912    | Wilbur Patterson Thirkield                         |
| 1912-1918    | Stephen M. Newman (1918 – 1926)                    |
| 1918-1926    | James Stanley Durkee                               |
| 1926-1960    | Mordecai Wyatt Johnson, primo presidente di colore |
| 1960-1969    | James M. Nabrit, Jr.                               |
| 1969-1989    | James Edward Cheek                                 |
| 1990-1994    | Franklyn G. Jenifer                                |
| 1994-1995    | Joyce A. Ladner                                    |
| 1995-2008    | H. Patrick Swygert                                 |
| 2008 -2013   | Sidney A. Ribeau                                   |
| 2013-attuale | Wayne A. I. Frederick                              |

## Il campus

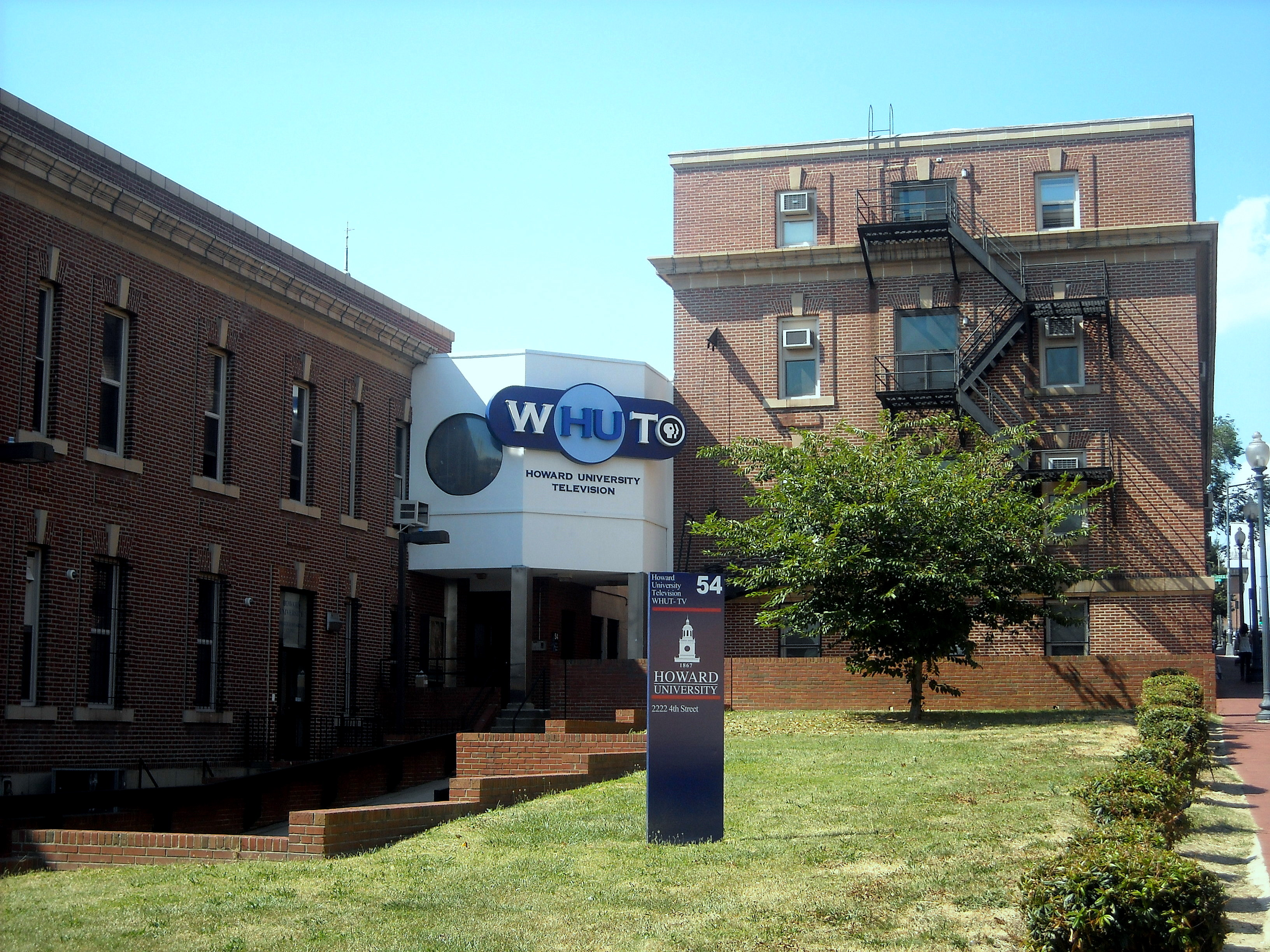
L'università possiede un'emittente televisiva. Nell'immagine la sede della Howard University Television nel campus
(foto del 19 agosto 2008).

Grandi miglioramenti, aggiunte e modifiche all'università sono state apportate dopo la prima guerra mondiale.
Nuovi edifici sono stati costruiti sotto la direzione dell'architetto Albert Cassell:
- L'armeria, 1925
- L'edificio Baldwin, 1951
- L'edificio della chimica, 1936
- Il collegio di medicina, 1927
- Il dormitorio femminile Crandall, 1931
- Il refettorio, 1922
- Il dormitorio maschile Douglas, 1936
- La biblioteca dei fondatori, 1937
- Il dormitorio femminile Frazier
- Il "Greene Stadium" e il campo di Football, 1926
- La casa dei presidenti
- Il dormitorio femminile Truth
- L'edificio Wheatley
- La palestra femminile

## Didattica

### Schoolsecolleges
- Collegio delle Arti e delle Scienze[18]
- Scuola di economia[19]
- Scuola di scienze multimediali John H. Johnson[20]
- Collegio di odontoiatria[21]
- Scuola di teologia[22]
- Scuola di didattica[23]
- Collegio di Ingegneria, Architettura e Scienze del computer[24]
- Howard University Graduate School[25]
- Facoltà di Giurisprudenza[26]
- Collegio di Medicina[27]
- College di Farmacia, Infermieristica e Allied Health Sciences[28]
- Scuola di scienze sociali[29]
- Scuola di Matematica e Scienza (livello intermedio)[30]

## Centri di ricerca

### Il Centro di ricerche Moorland-Spingarn
Il Moorland-Spingarn Research Center (MSRC) è riconosciuto come uno degli archivi più grandi e più completi del mondo per la documentazione della storia e cultura delle persone di discendenza africana presenti in Africa, nelle Americhe e in altre parti del mondo.
Essendo una delle principali strutture di ricerca della Howard University, il MSRC raccoglie, conserva e rende disponibili per la ricerca un'ampia gamma di risorse sulla storia delle persone di colore.
L'MCRS prende il nome da Jesse Edward Moorland (1863 - 1939), ex alunno e fiduciario della Howard, e da Arthur Barnette Spingarn (1878-1971), colto bibliofilo.
Nel 1914 Moorland donò la sua collezione di circa 3 000 libri, opuscoli e altri oggetti storici all'università: "... perché è in un luogo in America dove la biblioteca più grande e migliore su questo argomento (le persone di colore e la schiavitù) dovrebbe essere realizzata. È anche il luogo dove i nostri giovani che hanno l'attitudine allo studio dovrebbero avere il diritto di avere una biblioteca completa su questo argomento".
Il consiglio d'amministrazione della Howard creò la "Moorland Foundation, a Library of Negro Life" che venne collocata in una sezione speciale dell'edificio della nuova biblioteca, donato da Andrew Carnegie poco tempo prima.
Nel 1946 la Moorland Foundation acquistò la biblioteca privata di Spingarn, conservata come: "The Arthur B. Spingarn Collection of Negro Authors".
La collezione contiene numerose rare edizioni e molto spazio è dedicato agli scrittori afrocubani, afrobrasiliani e haitiani.

## Attività studentesche

### Pubblicazioni
Il Journal of Negro Education (JNE) è una rivista tra le più antiche dedicata alle problematiche delle persone di colore. Iniziò le pubblicazioni nel 1932.
| 1932-1963    | Charles H. Thompson, Ph.D |
| 1963-1970    | Walter G. Daniel          |
| 1969-1973    | Earle H. West             |
| 1973-1978    | Charles A. Martin         |
| 1978-1992    | Faustine C. Jones-Wilson  |
| 1993-2001    | Sylvia T. Johnson         |
| 2001-2004    | Rc Saravanabhavan         |
| 2004-2008    | Frederick D. Harper       |
| 2008-attuale | Ivory A. Toldson          |

### Organizzazioni studentesche

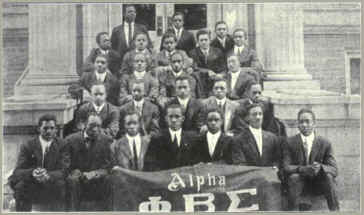
Fondatori e membri della Phi Beta Sigma (1914) all'Università Howard

Molte associazioni studentesche (principalmente universitarie) nel Nord America si chiamano "fraternities" e "sororities" (dal latino: frātĕr, fratello, e sŏrŏr, sorella) e sono riservate rispettivamente a studenti e studentesse. Ne esistono però di maschili, femminili e miste chiamate "frats". Il nome delle associazioni in genere è costituito da due o tre lettere greche (iniziali del motto). Questo ha portato all'uso anche del termine "Greek" per definire tali organizzazioni.
La Howard è la sede di tutte le nove "Greeks" che fanno parte del National Pan-Hellenic Council (sigla: NPHC; è un'organizzazione delle nove storiche associazioni studentesche afroamericane internazionali).
Organizzazioni studentesche fondate alla Howard University:
- "Alpha Kappa Alpha" (ΆΚΆ) - Associazione femminile (sorority); fondata nel 1908
- "Omega Psi Phi" (ΩΨΦ) - Associazione maschile (fraternity); fondata nel 1911
- "Delta Sigma Theta" (ΔΣΘ) - La più numerosa sorority per afroamericani[32]; fondata nel 1913
- "Phi Beta Sigma" (ΦΒΣ) - Fraternity; fondata nel 1914
- "Zeta Phi Beta" (ΖΦΒ) - Sorority; fondata nel 1920

### Sport e atletica
Le varie squadre fanno parte del Mid-Eastern Athletic Conference che è membro della National Collegiate Athletic Association (NCAA).

## Studenti della Howard University divenuti celebri
Tra gli ex allievi dell'Università di Howard figurano un Vicepresidente degli Stati Uniti, numerosi diplomatici statunitensi, governatori di Stati, un Ambasciatore degli Stati Uniti presso le Nazioni Unite, membri reali stranieri, sette Capi di Stato stranieri, 11 membri del Congresso, un giudice della Corte suprema, direttori e dirigenti fra le aziende menzionate nell'elenco di Fortune delle prime 500 aziende statunitensi, attori vincitori del Premio Oscar e scrittori e produttori di canzoni vincitrici del Premio Emmy; autori e produttori di canzoni vincitrici del Premio Grammy; due generali dell'Esercito degli Stati Uniti, due generali dell'Aeronautica Militare tra cui un Vice Capo di Stato Maggiore dell'Aeronautica Militare; Premi Nobel, tra cui la vincitrice del Premio Nobel per la letteratura del 1993 Toni Morrison. Tra gli altri ex allievi divenuti persone importanti si annoverano attivisti e pionieri del Movimento per i diritti civili degli afroamericani, un Ministro per le politiche abitative e lo sviluppo urbano, un Ministro dell'Agricoltura, 12 sindaci di città americane e tre Procuratori Generali di Stato. L'Università di Howard ha anche laureato molte persone distintesi poi come "primi" in alcuni campi o situazioni importanti quali, tra gli altri, Roger Arliner Young, che fu la prima donna afro-americana a ricevere un dottorato in zoologia, Benjamin O. Davis Sr., che fu il primo generale afro-americano dell'US Army, Johnson O. Akinleye, 12º Cancelliere dell'Università Centrale della Carolina del Nord, Thurgood Marshall, il primo giudice afro-americano della Corte Suprema ed Edward W. Brooke III, che fu il primo afro-americano ad essere eletto al Senato. L'Università di Howard conta anche quattro vincitori della borsa di studio Rhodes, 22 Pickering Fellows, 11 Truman Scholars, oltre 70 Fulbright Scholars, uno Schwarzman Scholar, un Goldwater Scholar, e due vincitori di premi Pulitzer e numerose altre candidature al Premio Pulitzer tra i suoi studenti. A tutt'oggi l'Università di Howard ha rilasciato oltre 120000 lauree e produce la maggior parte di laureati neri di qualsiasi università.

### Famosi studenti della Università di Howard (selezione)

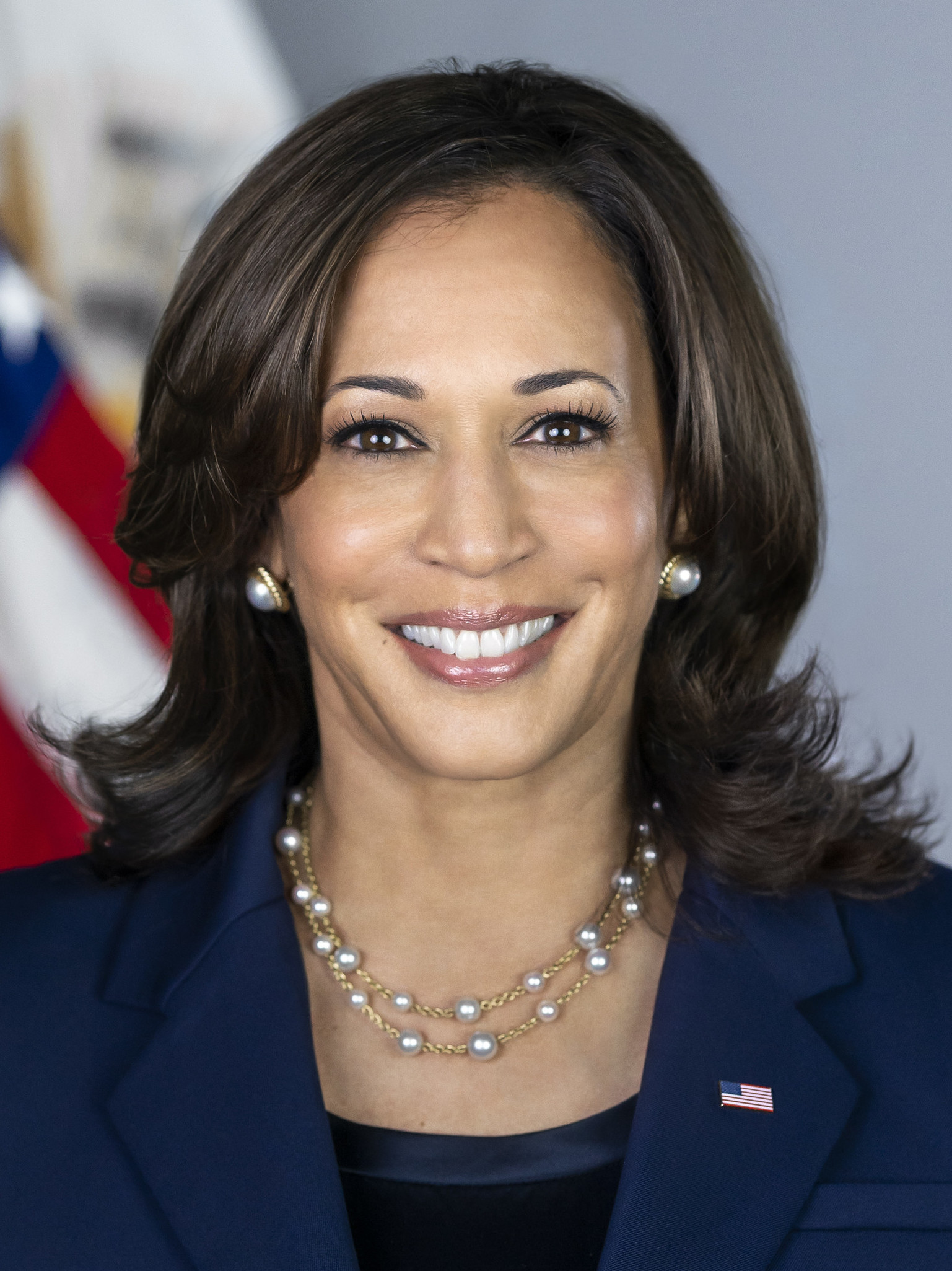
Kamala Harris, 49º Vice Presidente degli Stati Uniti
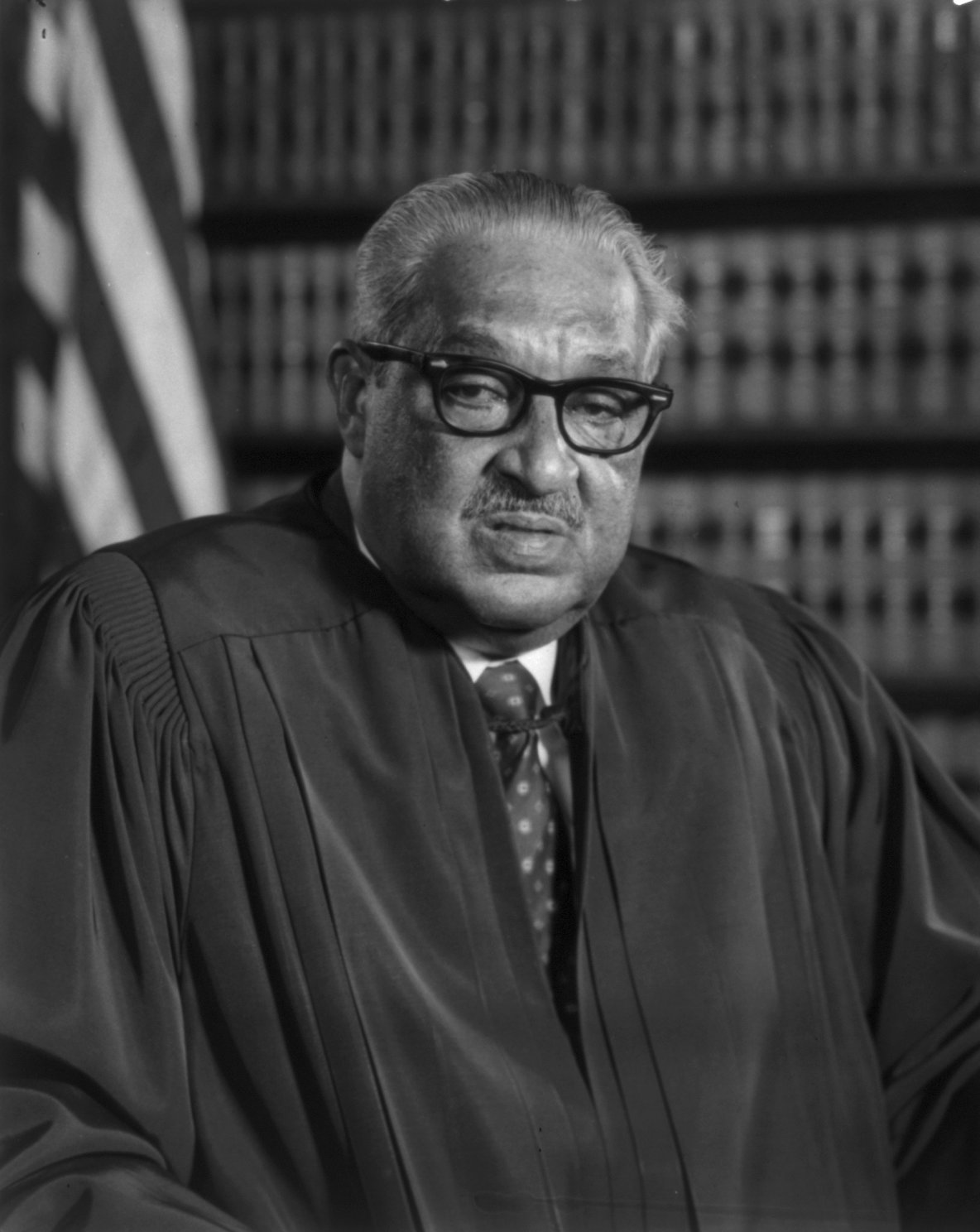
Thurgood Marshall, Corte suprema degli Stati Uniti d'America
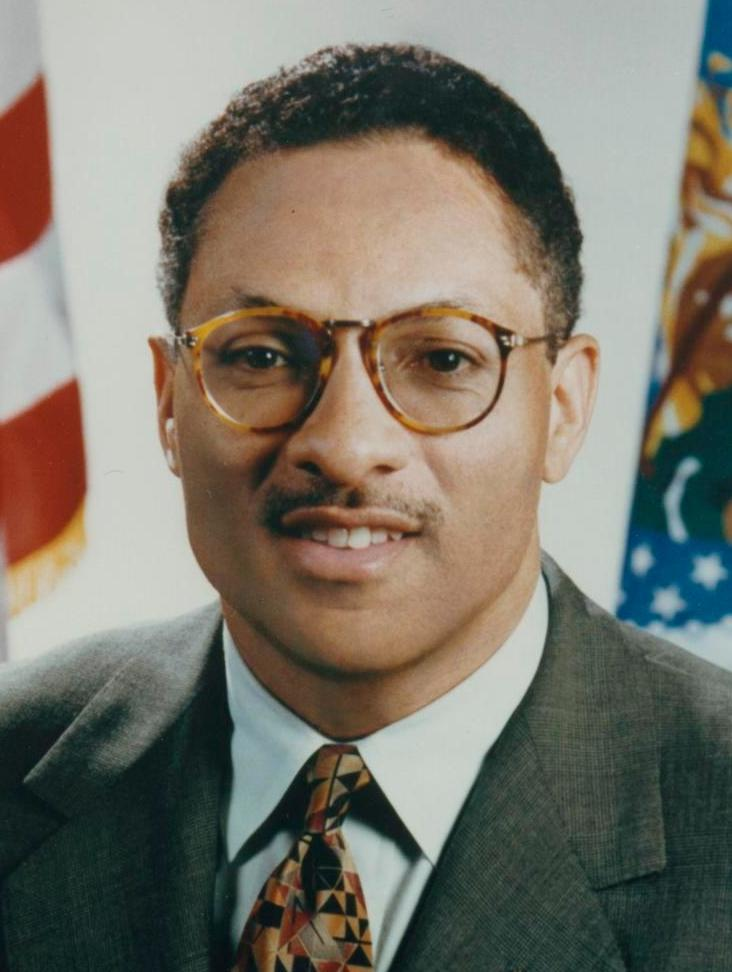
Mike Espy, 25º Ministro dell'Agricoltura
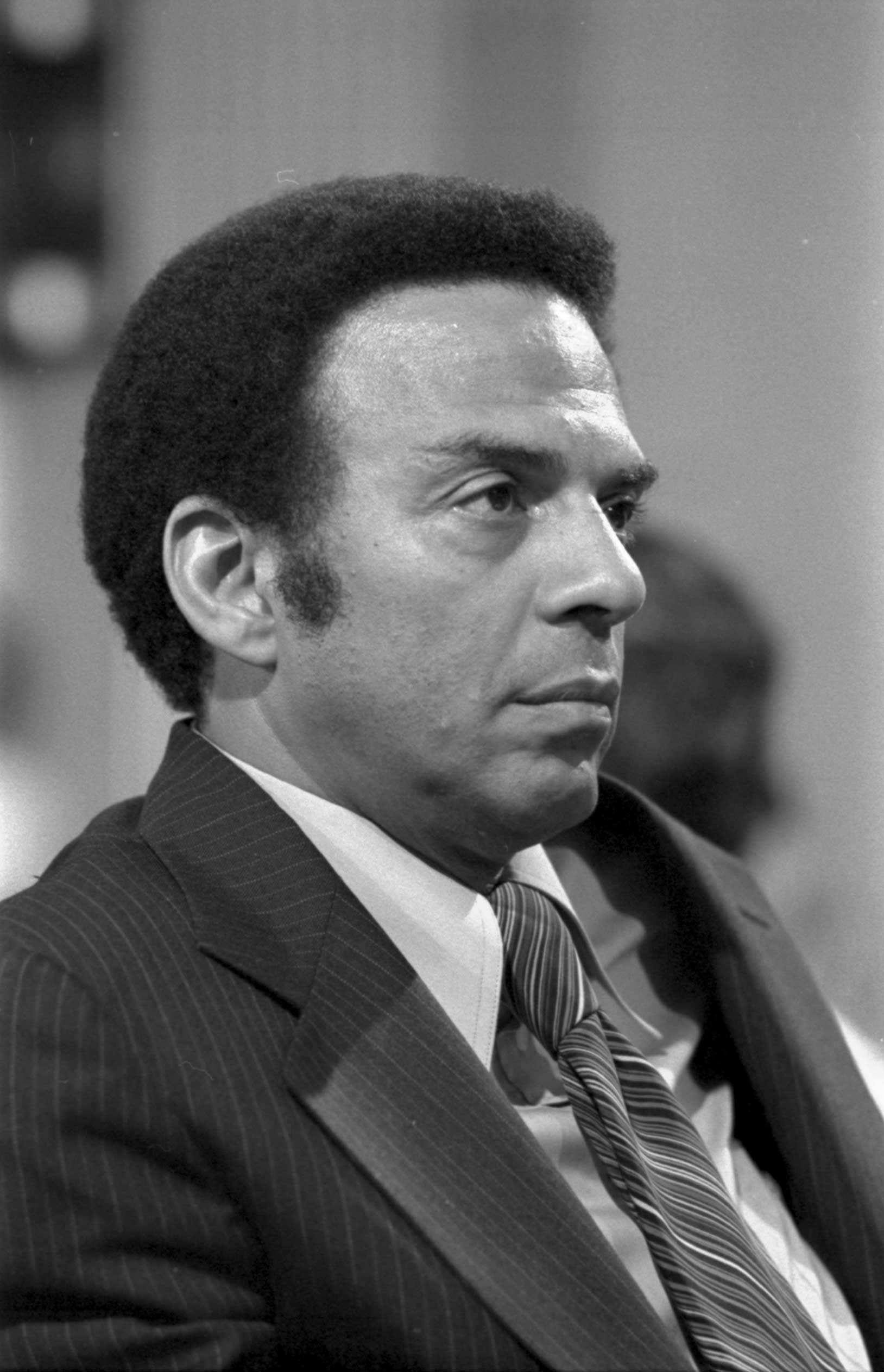
Andrew Young, Ambasciatore U.S.A. presso le Nazioni Unite e Membro del Congresso degli Stati Uniti dalla Georgia
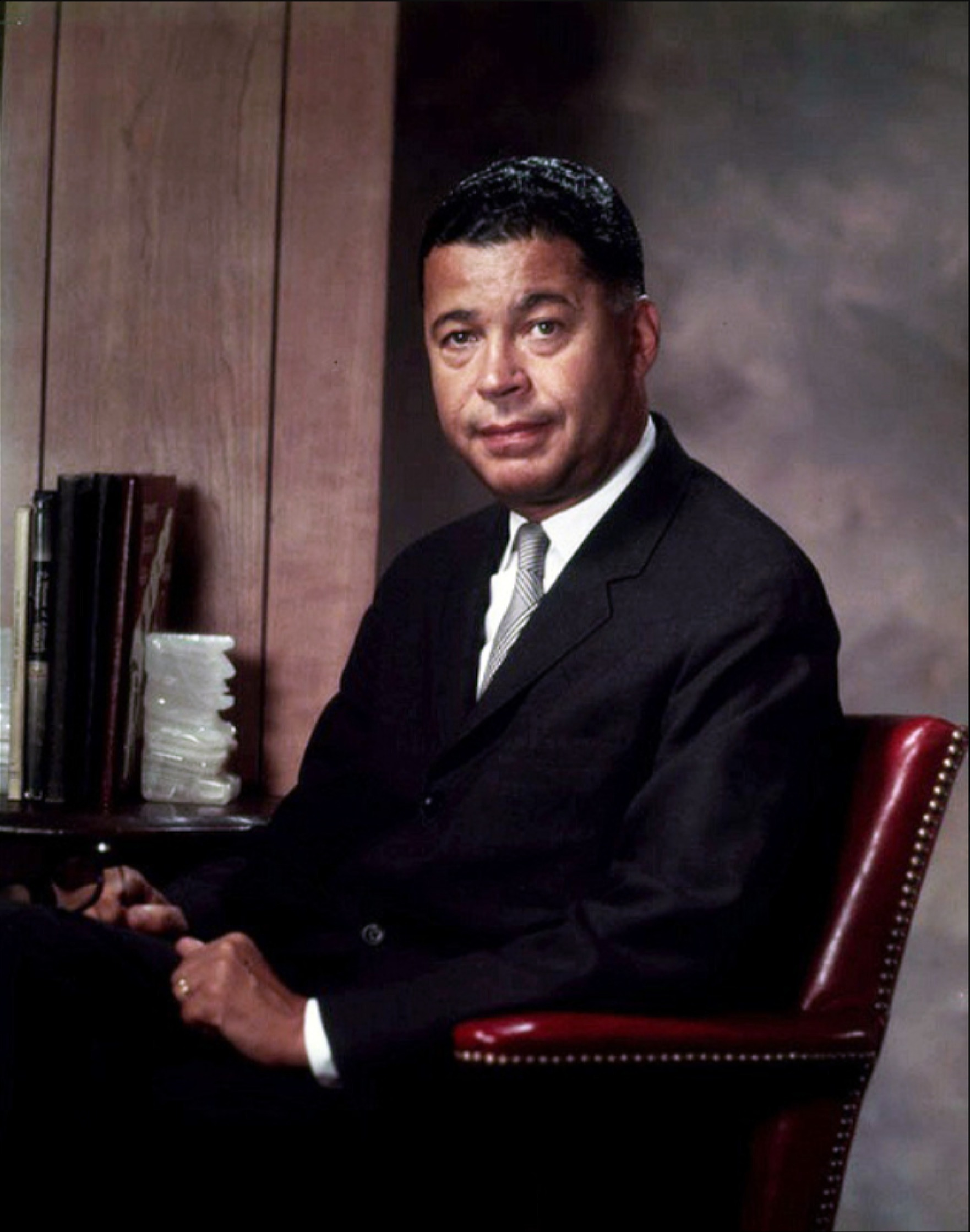
Edward Brooke, Senatore degli Stati Uniti
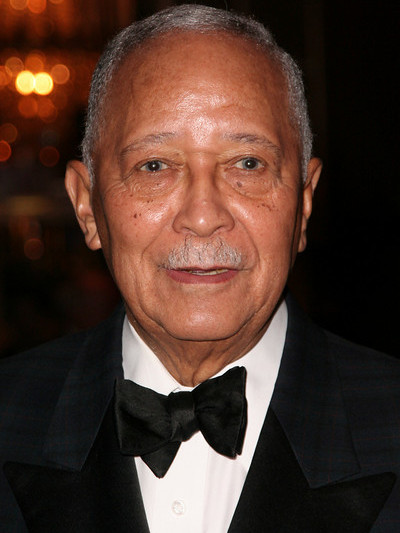
David Dinkins, 106º Sindaco di New York City
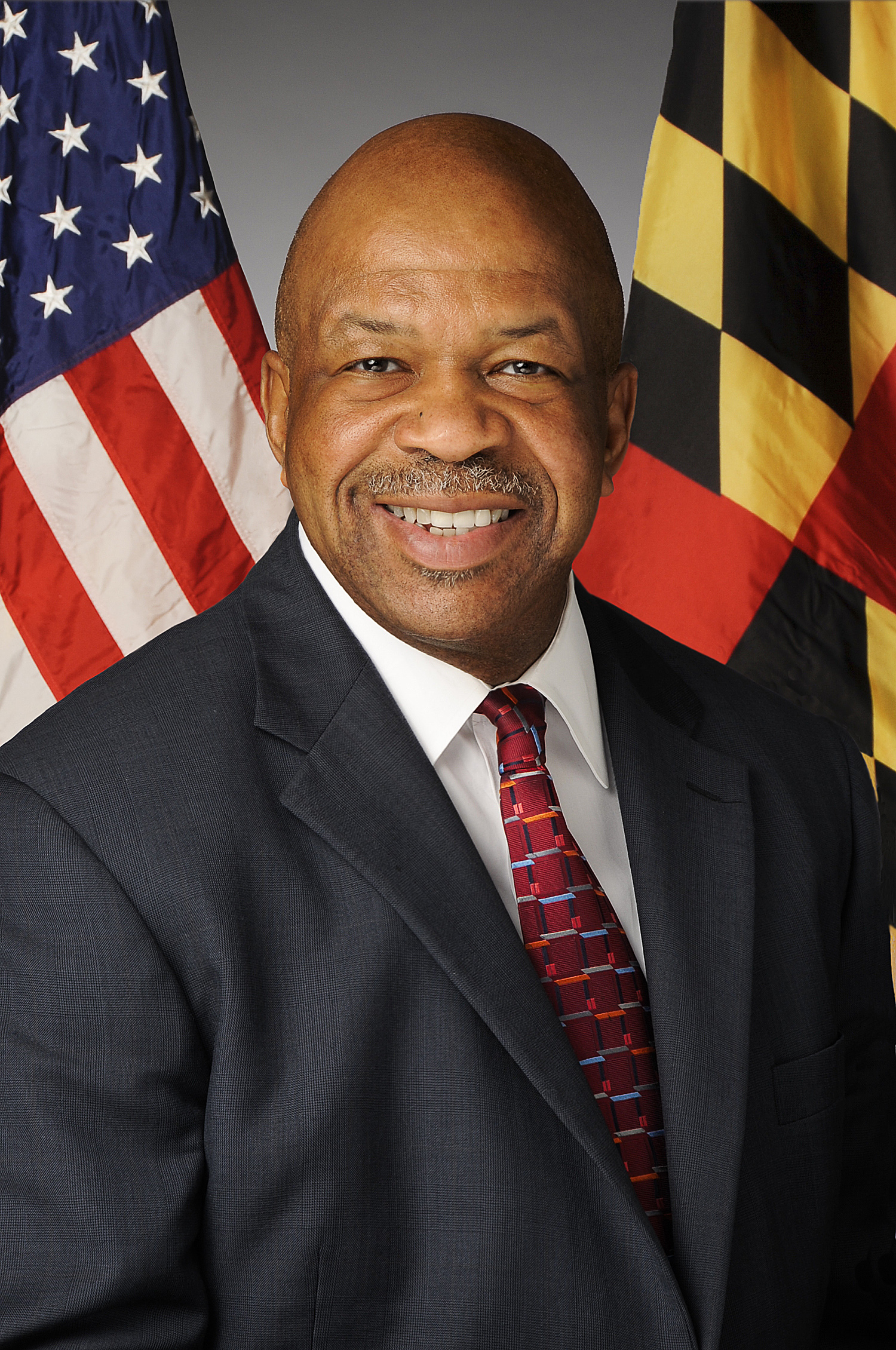
Elijah Cummings, Rappresentante degli Stati Uniti
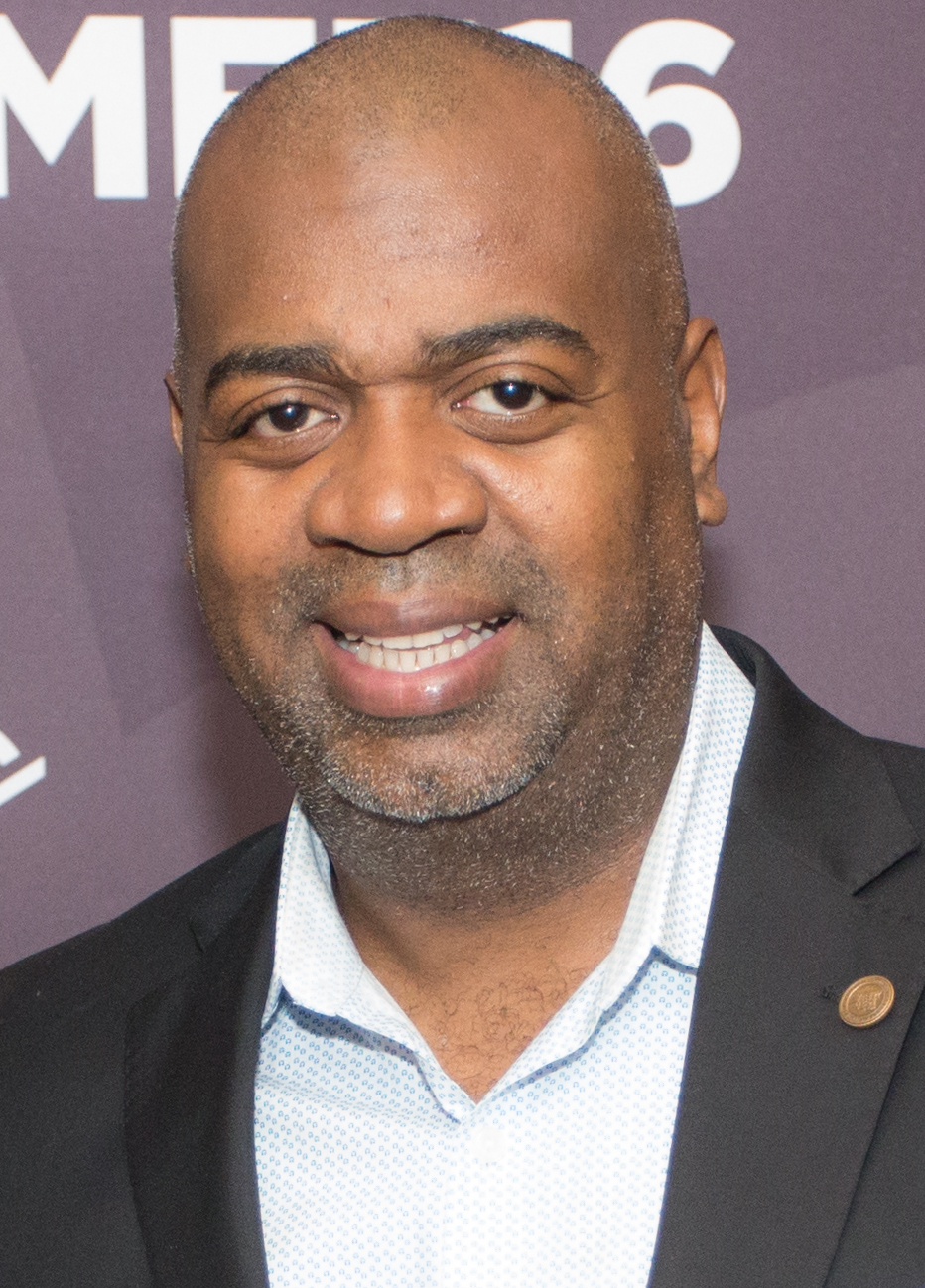
Ras Baraka, sindaco di Newark
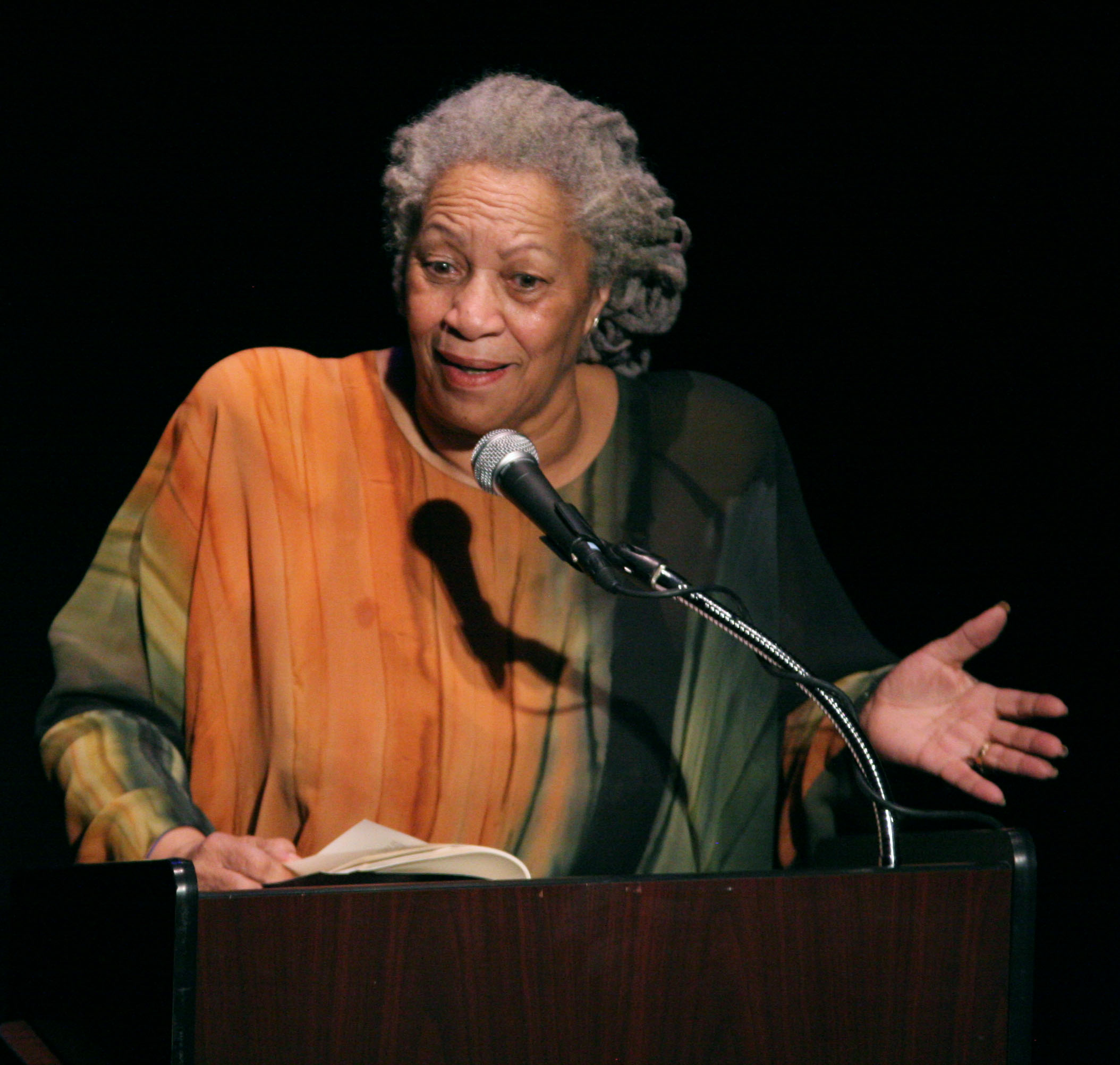
Toni Morrison, Premio Pulitzer e Premio Nobel, romanziera
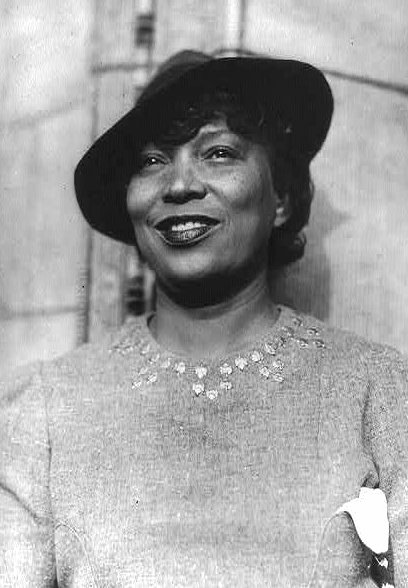
Zora Neale Hurston, autrice e antropologa
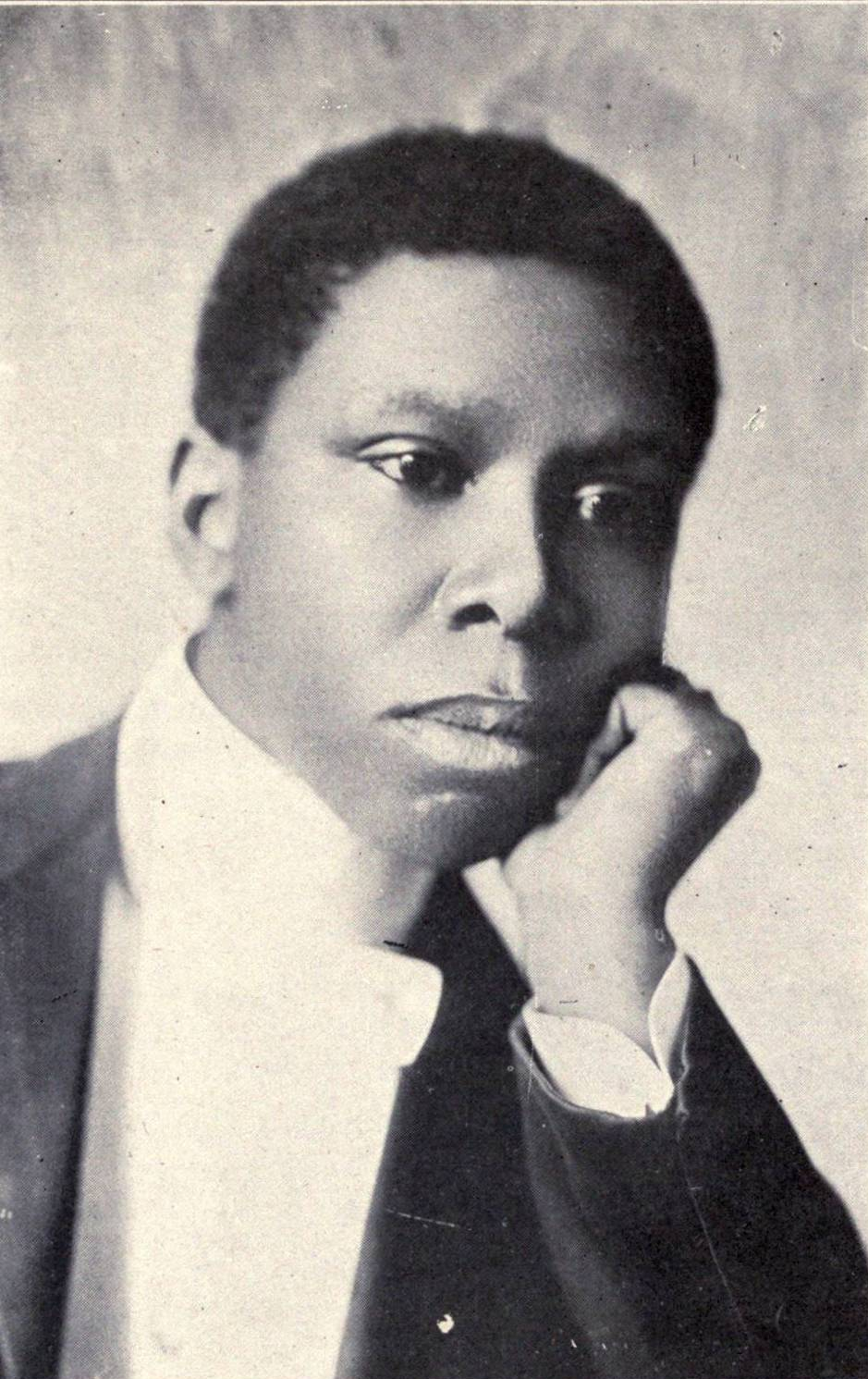
Paul Laurence Dunbar, romanziere e poeta
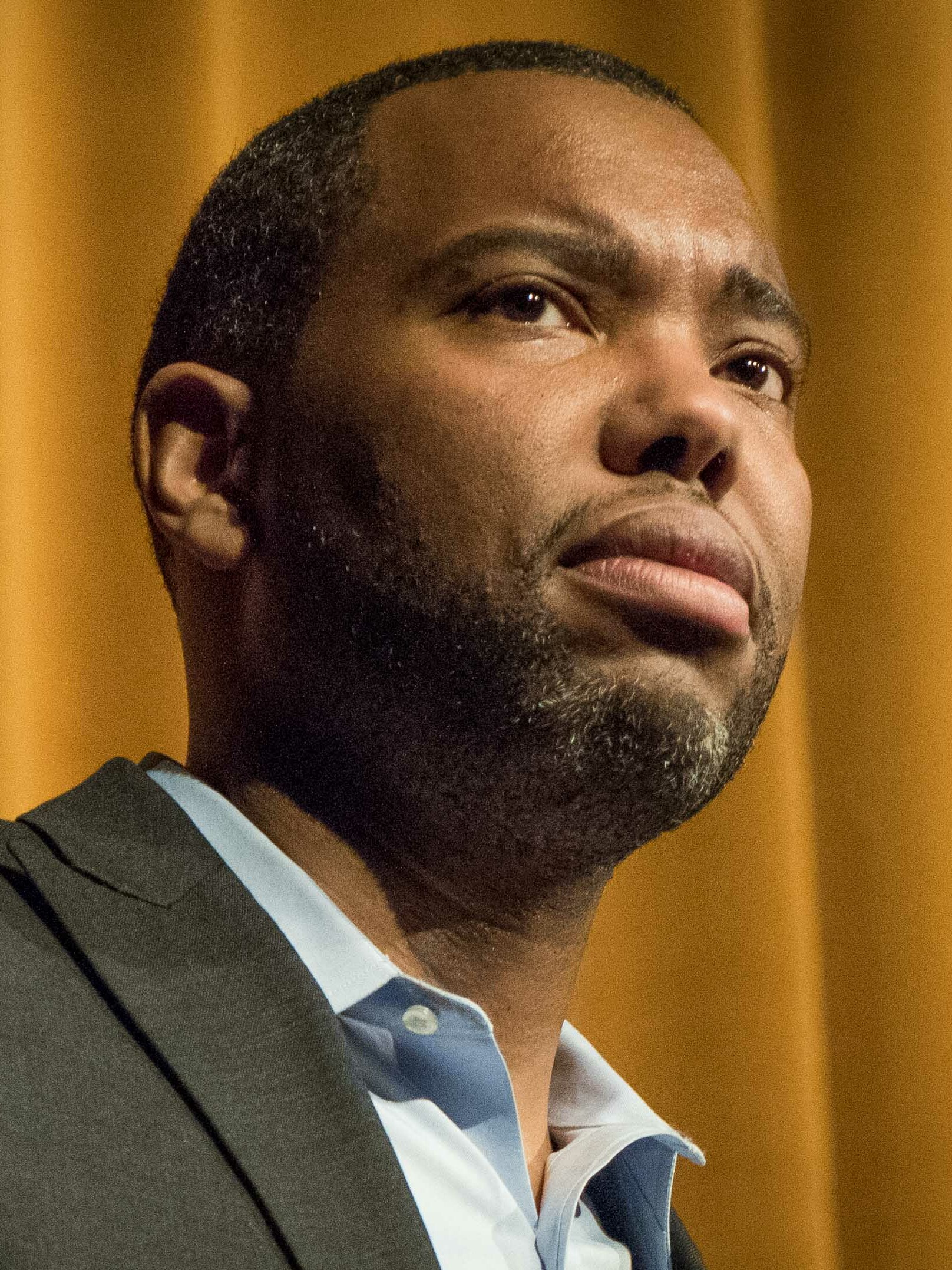
Ta-Nehisi Coates, scrittore e giornalista
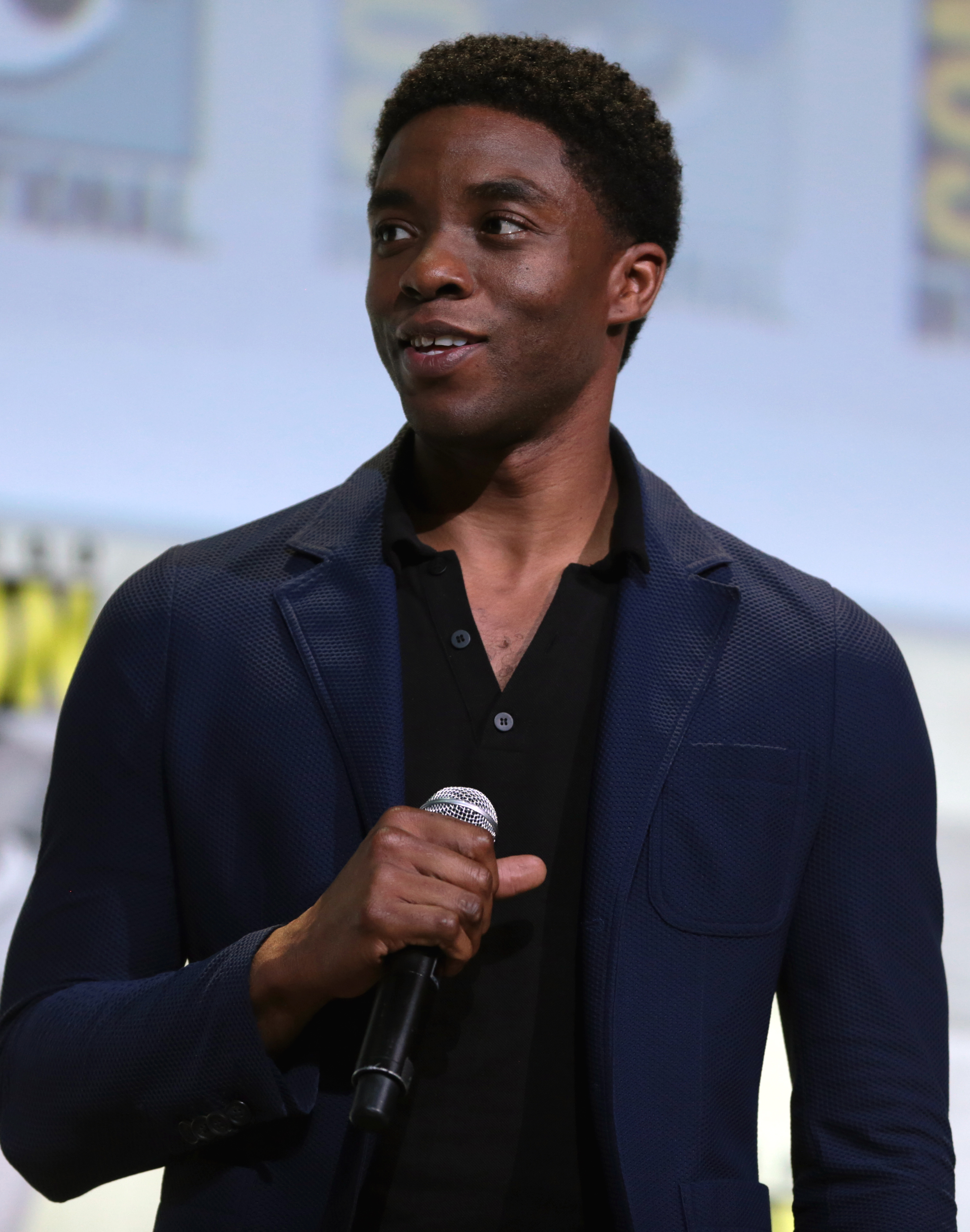
Chadwick Boseman, attore
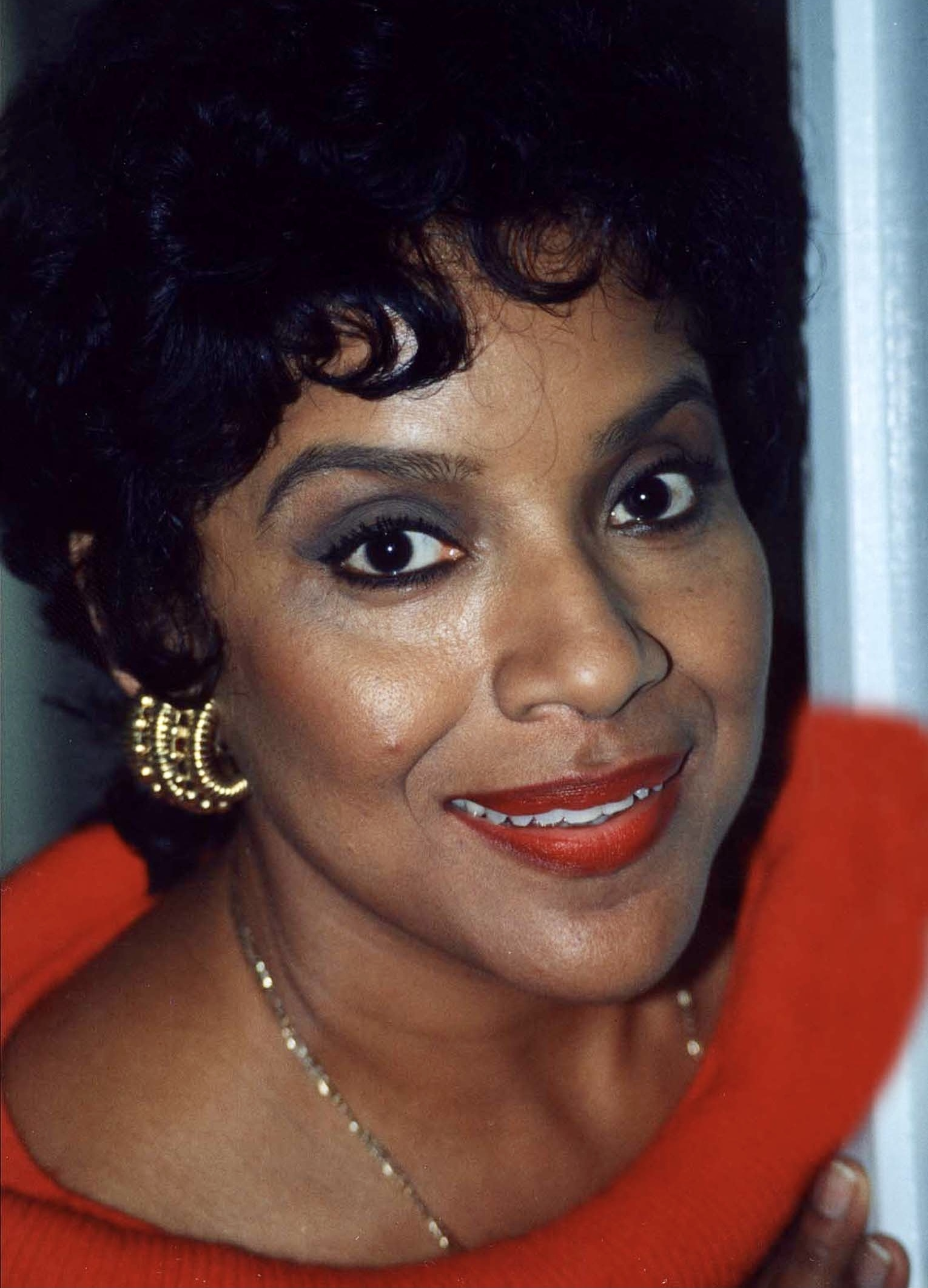
Phylicia Rashad, attrice
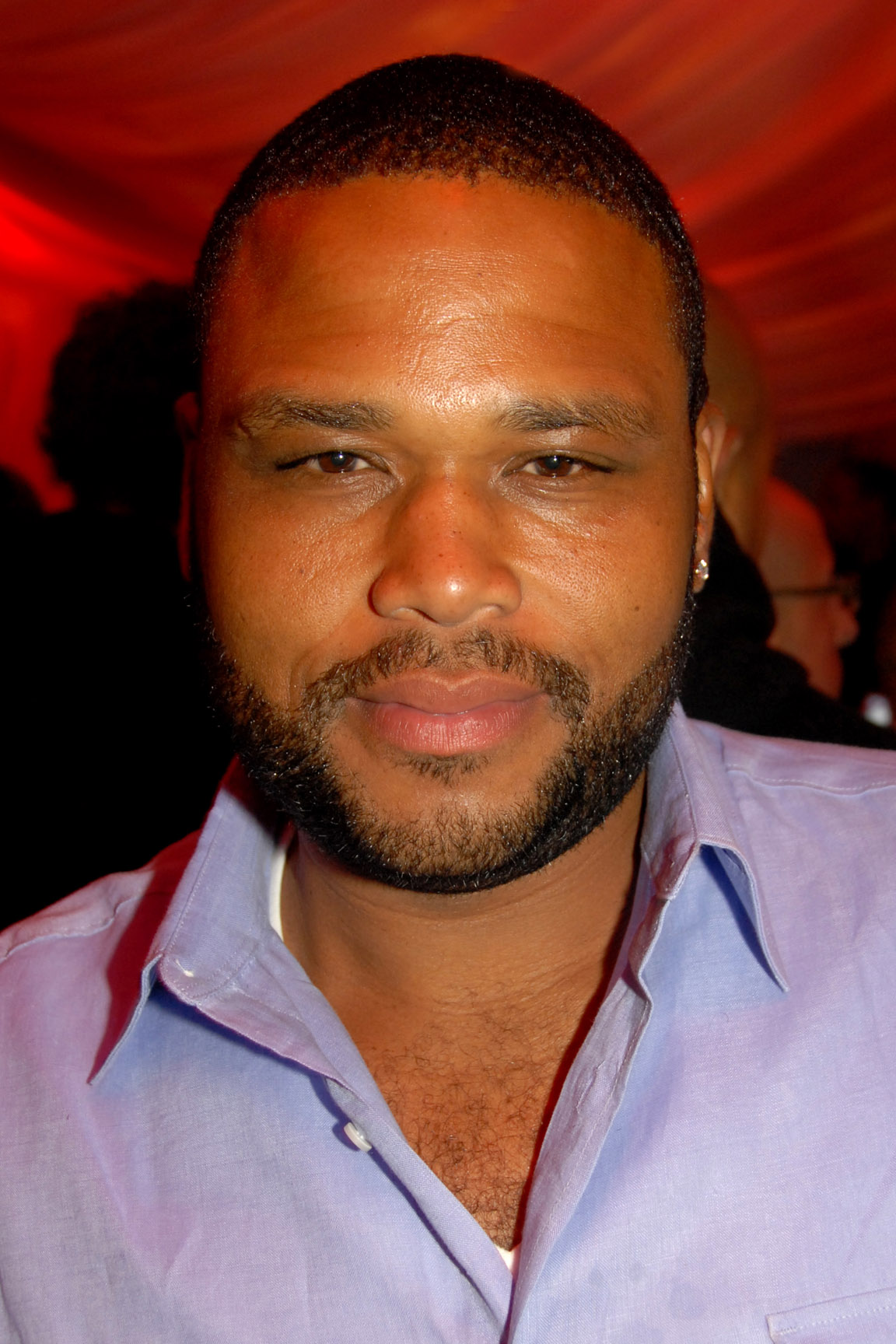
Anthony Anderson, attore
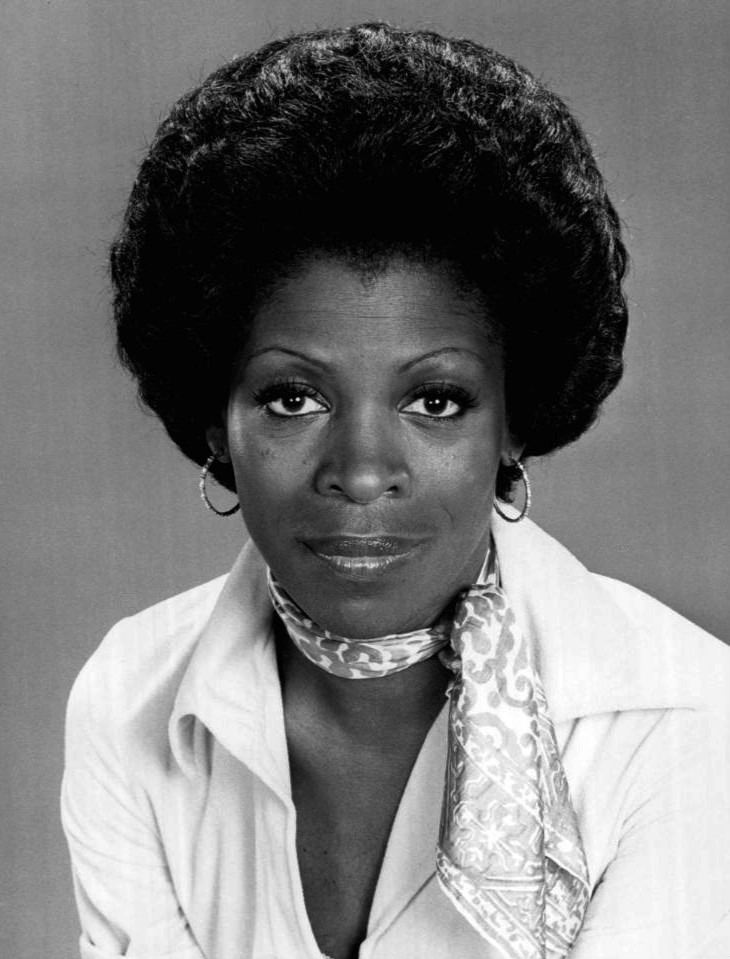
Roxie Roker, attrice
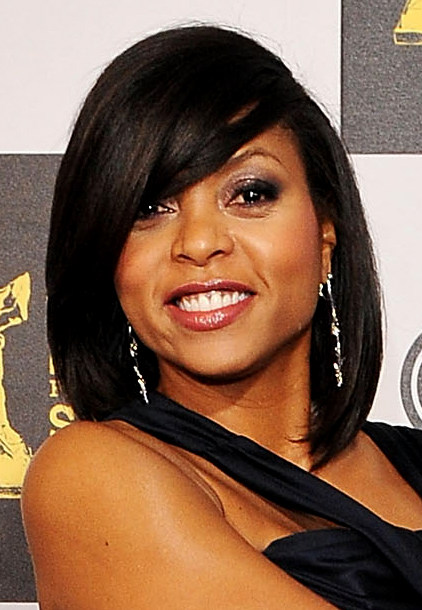
Taraji P. Henson, attrice
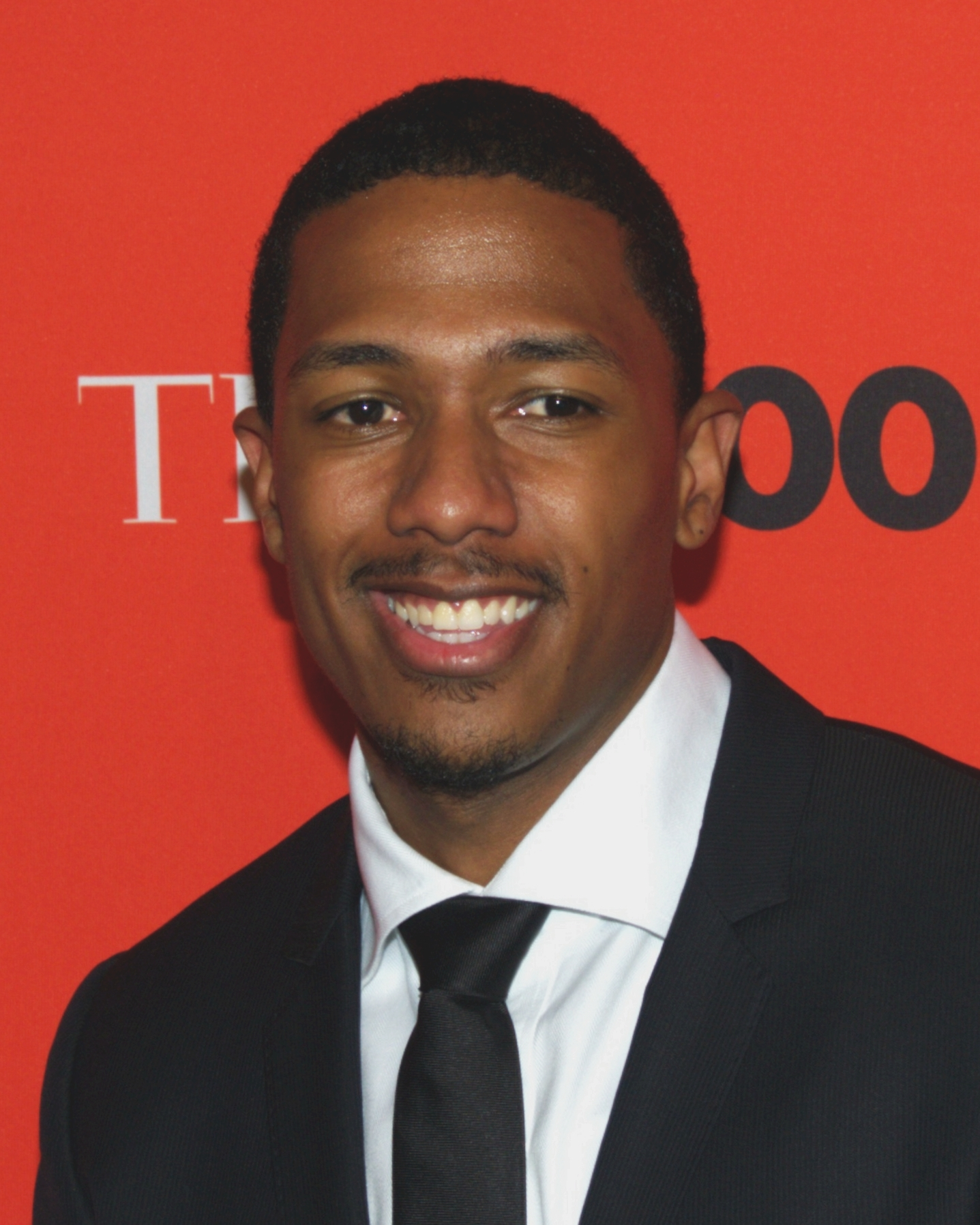
Nick Cannon, comediante, rapper e ospite televisivo
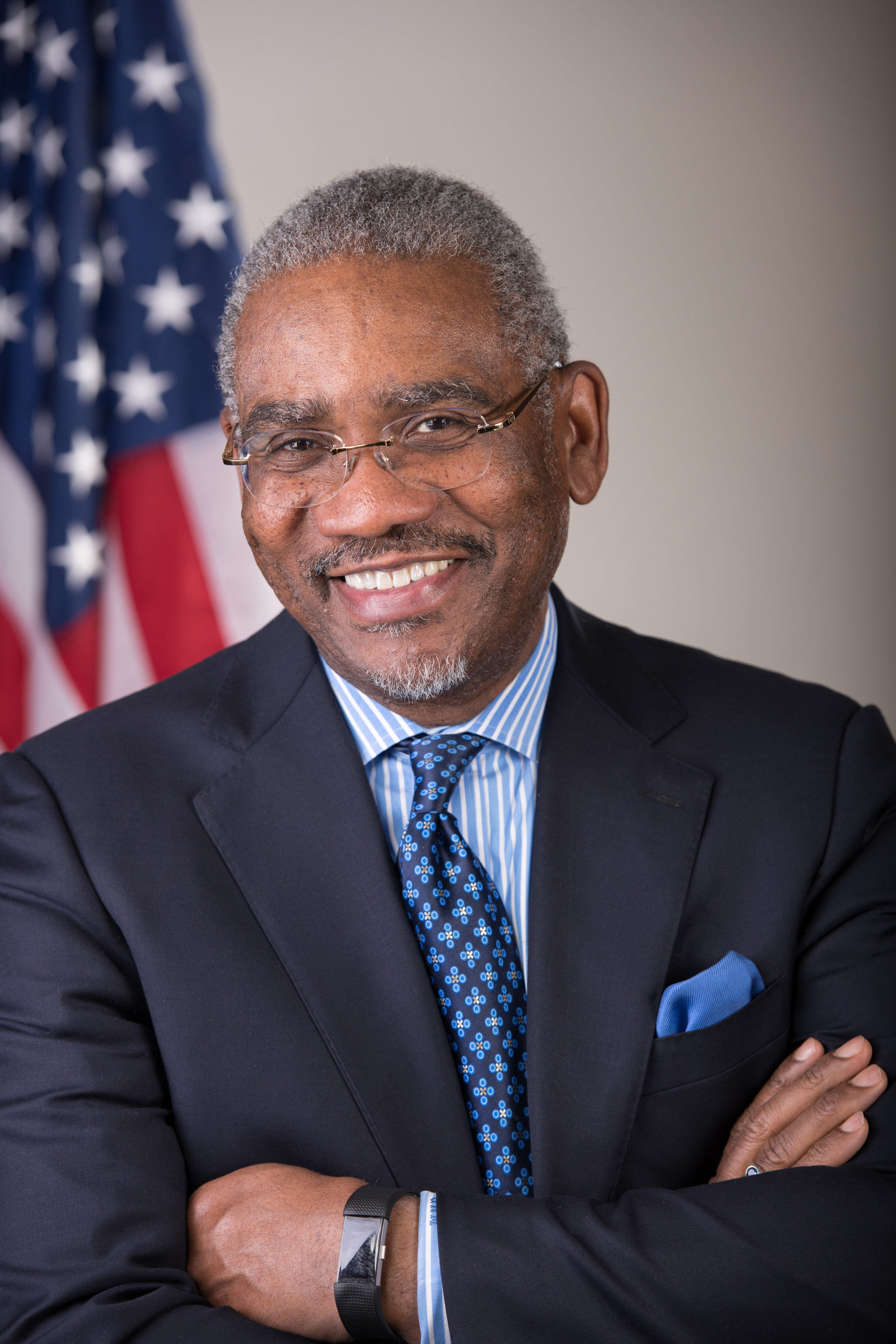
Gregory Meeks, Deputato degli Stati Uniti per il 5º distretto congressionale di New York